# Ausejo
Ausejo è un comune spagnolo di 741 abitanti situato nella comunità autonoma di La Rioja.